# Doutor Pedrinho
Doutor Pedrinho là một đô thị thuộc bang Santa Catarina, Brasil. Đô thị này có diện tích 375,758 km², dân số năm 2007 là 3294 người, mật độ 8,4 người/km².